# 武蔵新田駅
武蔵新田駅（むさしにったえき）は、東京都大田区矢口一丁目にある、東急電鉄東急多摩川線の駅である。駅番号はTM05。

## 歴史

### 年表
- 1923年（大正12年）11月1日：目黒蒲田電鉄の新田駅（にったえき）として開設[1]。
- 1924年（大正13年）4月1日：武蔵新田駅（むさしにったえき）へ改称[2]。
- 1997年（平成9年）3月13日：自動改札機・自動精算機新設。
- 2000年（平成12年）8月6日：目蒲線が東急多摩川線と目黒線へ分割、当駅は東急多摩川線所属となる[3][4]。

### 駅名の由来
「新田」の駅名は、駅近くに所在する新田神社に由来する。
しかし、他地方にも「新田」と書いて「にった」や「しんでん」と呼ぶ駅が存在していることから、旧国名（武蔵国）を冠して「武蔵新田」となった。

## 駅構造
相対式ホーム2面2線を有する地上駅。上下線で駅舎・改札が別となっており、跨線橋はないため、改札内でのホーム間の行き来は出来ない。トイレ・化粧室は2番線側にあり、多機能トイレも併設。かつて駅舎・改札口は多摩川方面ホーム側にしかなく、両ホームは構内踏切で連絡していた。

### のりば
| 番線 | 路線         | 方向 | 行先               |
| ---- | ------------ | ---- | ------------------ |
| 1    | 東急多摩川線 | 下り | 蒲田方面           |
| 2    | 東急多摩川線 | 上り | 下丸子・多摩川方面 |

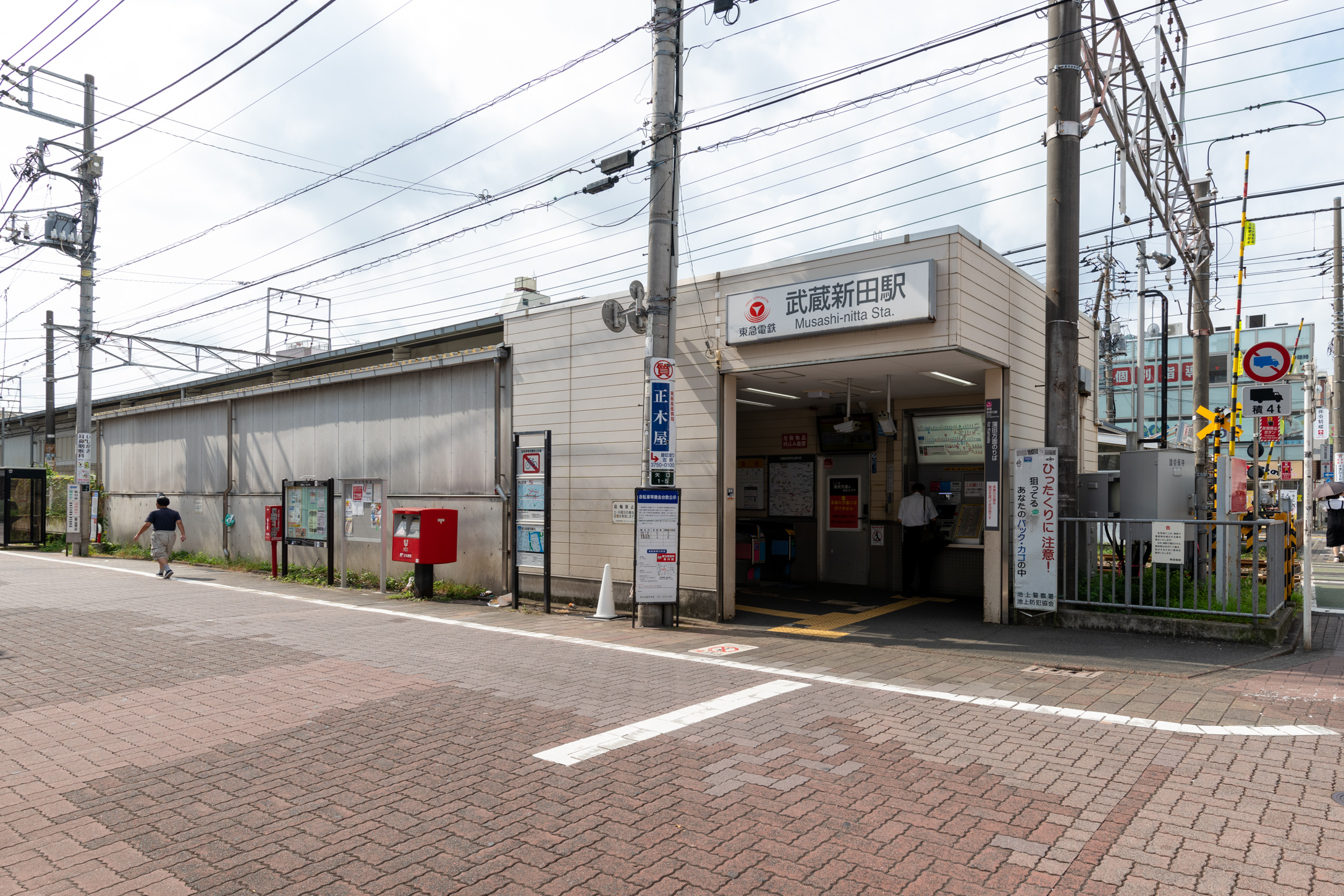
蒲田方面駅舎 （2021年8月29日）
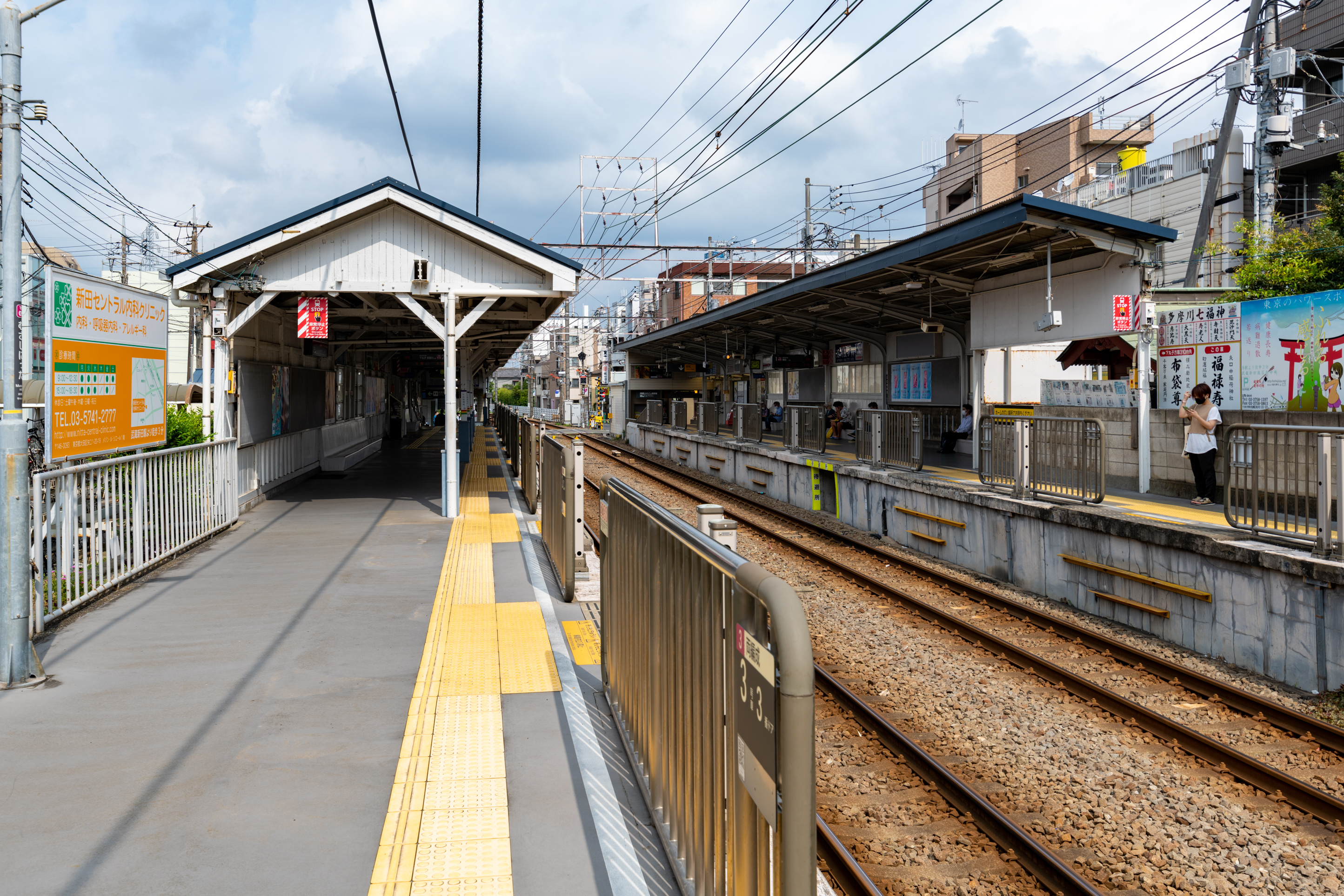
ホーム （2021年8月29日）
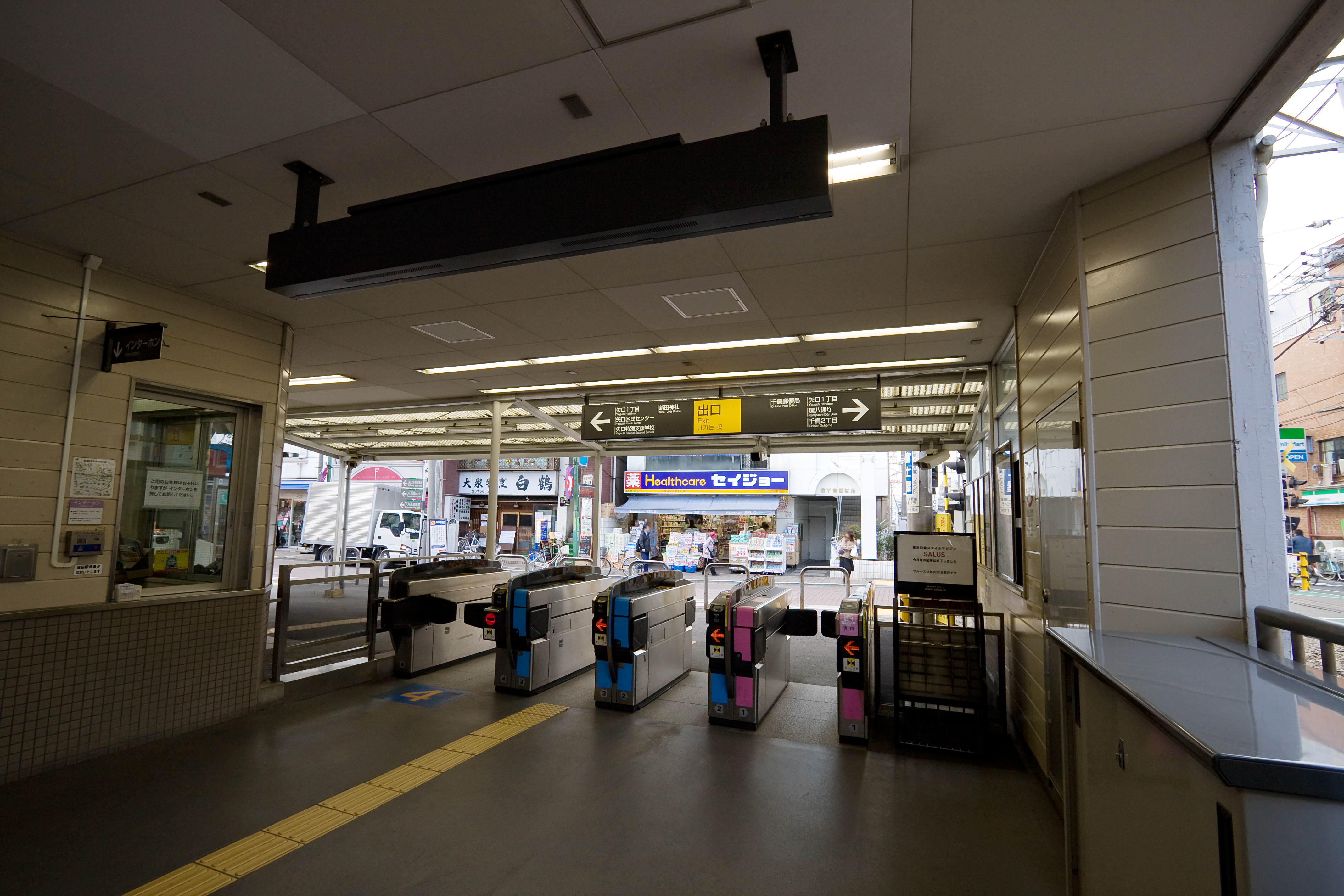
多摩川方面ホーム改札 （2010年3月19日）
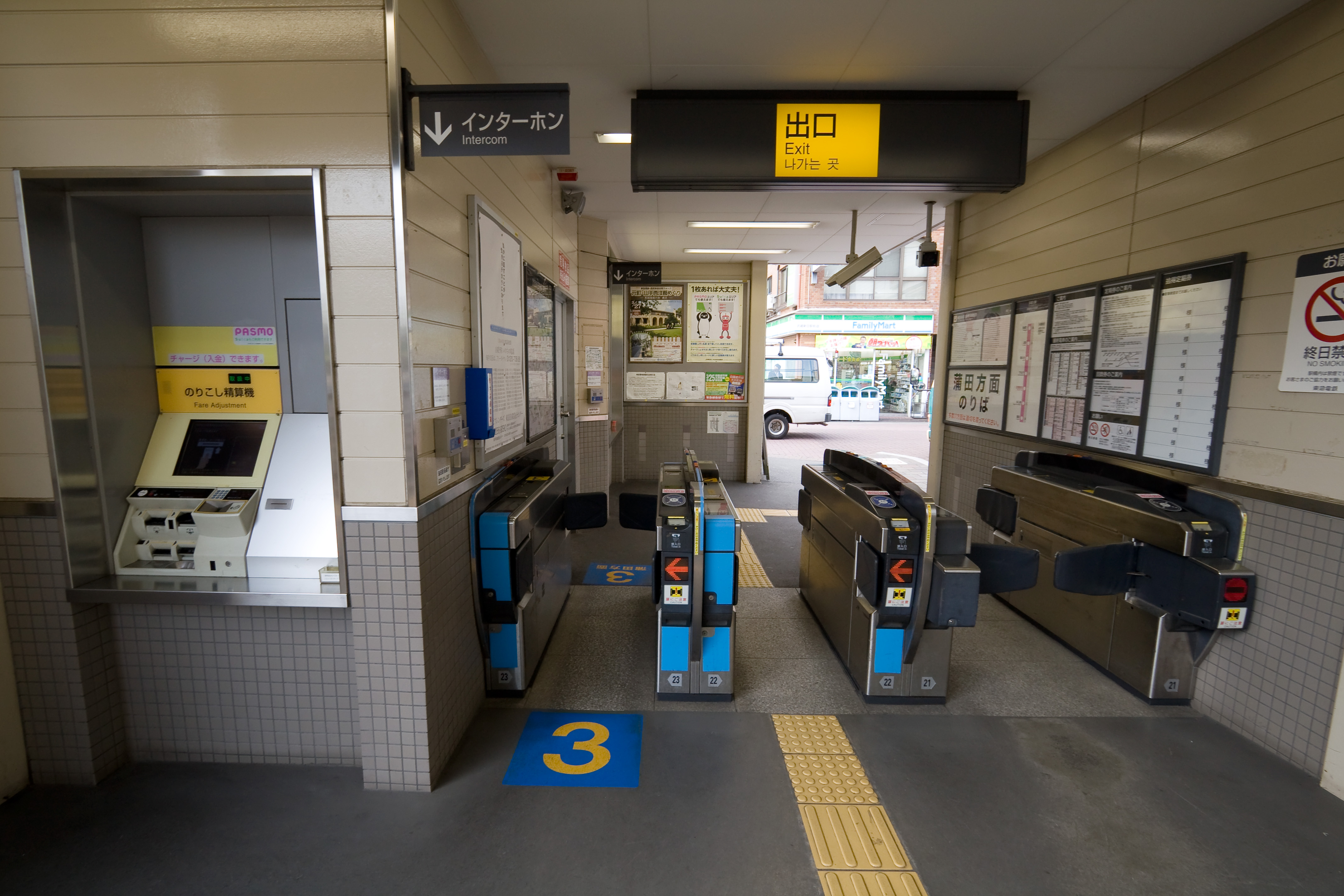
蒲田方面ホーム改札 （2010年3月19日）

## 利用状況
2024年度（令和6年度）の1日平均乗降人員は25,710人である。
近年の1日平均乗降・乗車人員の推移は以下の通り。
| 年度               | 1日平均 乗降人員 | 1日平均 乗車人員 | 出典     |
| ------------------ | ---------------- | ---------------- | -------- |
| 1990年（平成02年） |                  | 13,882           | [ * 1 ]  |
| 1991年（平成03年） |                  | 14,243           | [ * 2 ]  |
| 1992年（平成04年） |                  | 13,992           | [ * 3 ]  |
| 1993年（平成05年） |                  | 13,597           | [ * 4 ]  |
| 1994年（平成06年） |                  | 13,228           | [ * 5 ]  |
| 1995年（平成07年） |                  | 13,101           | [ * 6 ]  |
| 1996年（平成08年） |                  | 12,578           | [ * 7 ]  |
| 1997年（平成09年） |                  | 12,647           | [ * 8 ]  |
| 1998年（平成10年） |                  | 12,279           | [ * 9 ]  |
| 1999年（平成11年） |                  | 11,981           | [ * 10 ] |
| 2000年（平成12年） |                  | 11,893           | [ * 11 ] |
| 2001年（平成13年） |                  | 11,567           | [ * 12 ] |
| 2002年（平成14年） | 22,097           | 11,290           | [ * 13 ] |
| 2003年（平成15年） | 21,856           | 11,164           | [ * 14 ] |
| 2004年（平成16年） | 22,551           | 11,403           | [ * 15 ] |
| 2005年（平成17年） | 22,885           | 11,541           | [ * 16 ] |
| 2006年（平成18年） | 22,817           | 11,532           | [ * 17 ] |
| 2007年（平成19年） | 23,013           | 11,642           | [ * 18 ] |
| 2008年（平成20年） | 23,373           | 11,811           | [ * 19 ] |
| 2009年（平成21年） | 23,123           | 11,666           | [ * 20 ] |
| 2010年（平成22年） | 23,282           | 11,742           | [ * 21 ] |
| 2011年（平成23年） | 23,457           | 11,839           | [ * 22 ] |
| 2012年（平成24年） | 24,041           | 12,142           | [ * 23 ] |
| 2013年（平成25年） | 25,162           | 12,677           | [ * 24 ] |
| 2014年（平成26年） | 25,229           | 12,704           | [ * 25 ] |
| 2015年（平成27年） | 25,685           | 12,943           | [ * 26 ] |
| 2016年（平成28年） | 25,940           | 13,068           | [ * 27 ] |
| 2017年（平成29年） | 26,259           | 13,214           | [ * 28 ] |
| 2018年（平成30年） | 26,788           | 13,477           | [ * 29 ] |
| 2019年（令和元年） | 27,182           | 13,675           | [ * 30 ] |
| 2020年（令和02年） | 20,883           |                  |          |
| 2021年（令和03年） | 22,137           |                  |          |
| 2022年（令和04年） | 23,588           |                  |          |
| 2023年（令和05年） | 24,739           |                  |          |
| 2024年（令和06年） | 25,710           |                  |          |

## 駅周辺
- 新田神社
- 頓兵衛地蔵
- 大田区役所 矢口特別出張所
  - 矢口区民センター
- 東京都立矢口特別支援学校
- おひさま保育園（認可保育所）
- 千鳥郵便局
- 大田矢口一郵便局
- 大田区立下丸子図書館
- 武蔵新田商店会 商店街
- マルエツ 新田店
- 東急スポーツオアシス多摩川
- セイジョー 武蔵新田店
- ぱぱす 下丸子店
- 島忠 大田千鳥店
- まいばすけっと 武蔵新田駅前店・矢口二丁目店
- 東京二十三区清掃一部事務組合 多摩川清掃工場
  - 大田区 蒲田清掃事務所（多摩川清掃工場敷地内）

### バス路線
- 武蔵新田駅
  - 東急バス
    - 大田区コミュニティバス「たまちゃんバス」 下丸子方面行

  - 東急バス・京浜急行バス
    - 空港連絡バス 羽田空港行
- 池上八丁目（東側へ約300m）
  - 東急バス
    - 反01 五反田駅行 / 川崎駅ラゾーナ広場行
    - 蒲12 蒲田駅行 / 田園調布駅行

## 多摩川アートラインプロジェクト
2007年（平成19年）に多摩川アートラインプロジェクトが実施され、以下のアートが施された。
- 浅葉克己「破魔矢」「新田大明神」
- TSAO Design「ナゴリイス - made in Ota -」

## 隣の駅
東急電鉄
 東急多摩川線
下丸子駅 (TM04) - 武蔵新田駅 (TM05) - 矢口渡駅 (TM06)